# 足立区立千寿小学校
足立区立千寿小学校（あだちくりつ せんじゅしょうがっこう）は、東京都足立区千住宮元町に所在する公立（区立）小学校。2002年（平成14年）に千寿小学校と千寿第二小学校が統合し、千寿第二小学校の跡地に開校。

## 沿革
- 2002年（平成14年）
  - 4月1日 - 千寿小学校と千寿第二小学校が統合し、千寿小学校が開校（12学級・児童数355名）。上総湊健康学園併設。
  - 4月8日 - 開校式と第1回入学式挙行。最初の新入生は54名。
  - 7月 - この月から9月にかけて、校舎リニューアル工事実施（教室床張替え・特別教室空調設備設置）。
  - 10月26日 - 第1回開かれた学校づくり協議会開催。
  - 10月28日 - PTA設立総会開催。
  - 11月2日 - 開校記念式典挙行し、祝賀会開催。
- 2003年（平成15年）
  - 3月24日 - 第1回卒業式挙行。最初の卒業生は66名。
  - 7月 - この月から8月にかけて、校舎リニューアル工事（外壁塗装・廊下床張替え・放送設備更新・一般教室への扇風機と特別教室へのテレビ設置・校長室改修他）。
- 2004年（平成16年）7月 - この月から8月にかけて、校庭改修工事。
- 2006年（平成18年）3月24日 - 上総湊健康学園閉園。
- 2017年（平成29年）
  - 1月 - 同月から6月にかけて、旧千寿小学校校舎解体工事実施。
  - 7月 - 同月から2019年（平成31年）3月にかけて、新校舎建設工事。
- 2019年（平成31年）4月 - 新校舎の開校。
- 2021年（令和3年）10月30日 - 創立20周年記念式典挙行。

## 年間行事
- 運動会
- 日光自然教室
- 校庭キャンプ
- 音楽会
- 展覧会
- 鋸南自然教室
- 持久走大会
- 書き初め展
- 桜土手祭り

## 部活動
- ジュニアバンド

## 交通
- 鉄道
  - 千住大橋駅：京成本線

- バス
  - 京成中組：都営バス
  - 千住大橋駅：リムジンバス（東武、京急）、コミュニティバス（はるかぜ）